# Sant Ermengol de Aldosa

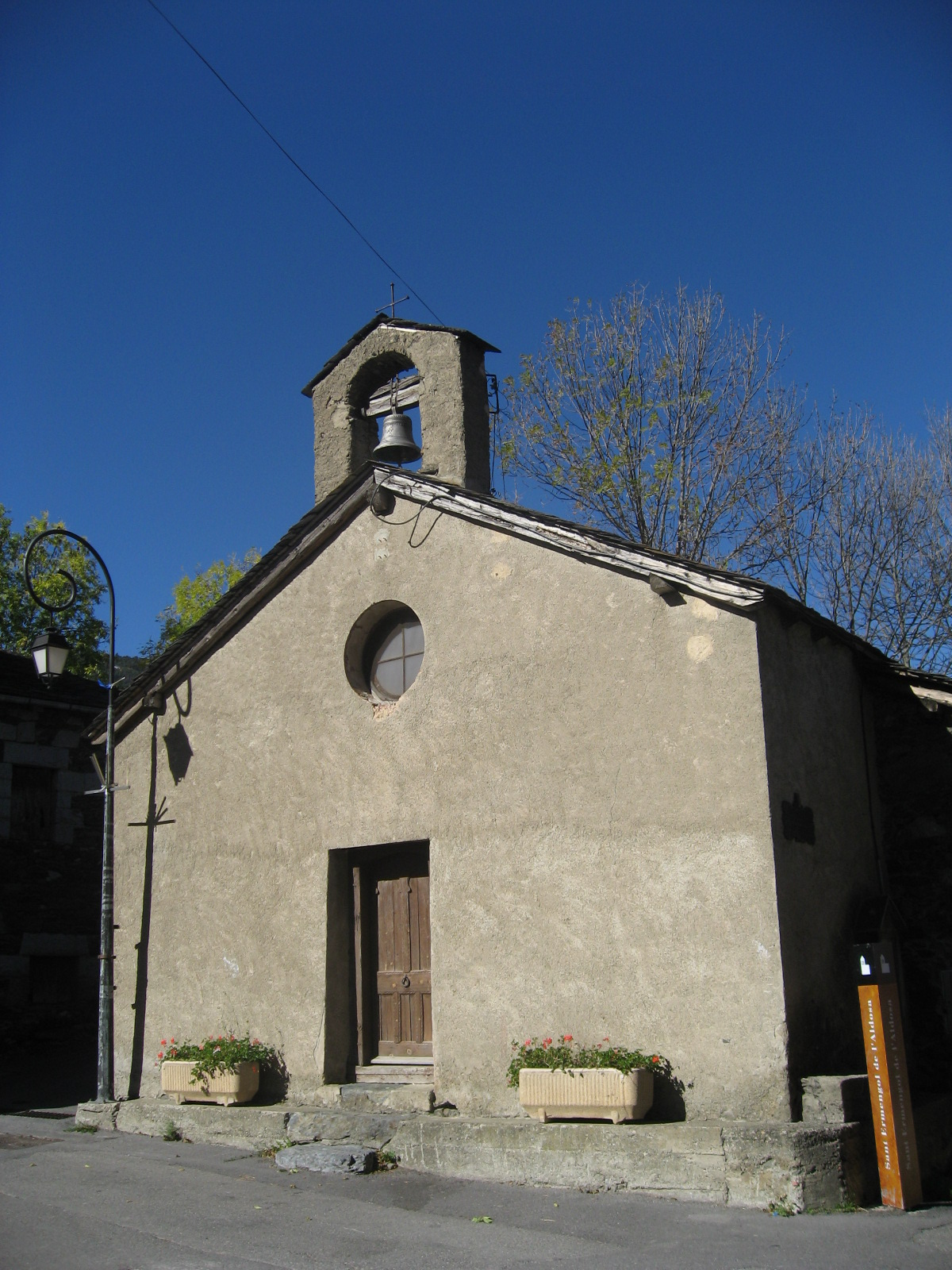
Sant Ermengol

Sant Ermengol de Aldosa ist eine Kirche aus dem 18.  Jahrhundert im Dorf Aldosa de la Massana in der Pfarrei La Massana in Andorra.
Es handelt sich um ein rechteckiges Gebäude mit einer viereckigen Apsis und einem zweigeteilten Dach über Holzbindern.  Im Inneren befindet sich ein Altarbild, das einen barocken Tisch mit Gemälden auf Leinwand aus dem 19. Jahrhundert verbindet, die Gemälde werden dem Maler Oromí de la Seo de Urgel zugeschrieben. Die ersten Dokumente über die Kirche stammen aus dem Jahr 1709, als ein Stück Land neben der Kirche verkauft wurde.